# Estany de la Murtra
L'estany de la Murtra és una antiga llacuna, que té actualment l'aspecte d'una riera canalitzada entre conreus.
Es tracta d’una de les zones humides del Delta del Llobregat més castigades, tant per la proximitat i efectes de diverses infraestructures com per l'alteració dels fluxos hídrics. Diverses comportes en regulen el nivell d’aigua i l’aïllen del mar. A més, constitueix la via de desguàs dels canals de reg de Viladecans i Gavà, ús aquest que ja s'esmenta en documents de l'edat mitjana.
La vegetació de l'espai es redueix a una estreta franja de canyars, degut a l'expansió dels conreus.
Pel que fa a la fauna, a l'estany de la Murtra s'hi han citat espècies com el blauet (Alcedo atthis), el martinet menut (Ixobrychus minutus), el morell de cap roig (Aythya ferina), etc.
Aquesta zona humida té una superfície d’unes 22 hectàrees. Al límit sud de l'espai transcorre la C-31 (autovia de Castelldefels) i al seu extrem SE es troba l’Estació depuradora d’aigües residuals de les poblacions de Gavà i Viladecans, així com diverses indústries. La qualitat de l’aigua es veu afectada molt negativament pels abocaments de l'EDAR de Gavà i Viladecans, fins a tal punt que el tram final de l'espai té l'aspecte d'una claveguera a l'aire lliure. El potencial ecològic de l'espai també es veu alterat per les infraestructures de l'entorn (soroll, efecte barrera, etc.) i pels abocaments d'aigües d'ús agrícola i industrial.
L'espai va ser objecte d’algunes millores ambientals fa anys per part del Museu de Gavà, l'Ajuntament de Gavà i el Departament de Medi Ambient.
Aquesta zona humida està inclosa dins l'espai del PEIN "Delta del Llobregat" i dins l'espai de la Xarxa Natura 2000 ES0000146 "Delta del Llobregat".